# Bothragonus swanii
Bothragonus swanii is een straalvinnige vissensoort uit de familie van harnasmannen (Agonidae). De wetenschappelijke naam van de soort is voor het eerst geldig gepubliceerd in 1876 door Franz Steindachner. Hij gaf aan de soort de naam Hypsagonus Swanii. Hij noemde de soort naar een zeker dr. Swan van wie hij een specimen had ontvangen in Port Townsend in Puget Sound.
De soort komt voor in het noordoosten van de Stille Oceaan, van Alaska tot Monterey County in Californië. De maximale lengte is 8,9 centimeter.